# 레너드 (라인프렌즈)
레너드는 라인프렌즈에서 제작한 동물 캐릭터이다. 모태는 개구리이다. 애니메이션 라인 타운의 성우는 한 메구미(일본판) / 김서영(한국판)이며 출동! 라인 레인저스에서는 엄상현이 맡았다.

## 개요
라인프렌즈에 속한 캐릭터로 유일하게 양서류 생물 캐릭터이다. 개구리답게 비 내리는 날에 노래를 부르며 감수성이 풍부한 편이기도 하다. 
혼자있는 편이 많지만 코니의 방해 때문에 눈치를 보기도 한다. 
다른 캐릭터들과는 달리 사교성이 적은 편으로 소심하여 상대방을 사귀는 경우가 드물다. 
미트볼을 좋아하고 있다. 

## 특징
라인프렌즈에서 최초이자 유일의 양서류 생물 캐릭터로 몸 색깔과 이미지 색도 초록색이다. 
출동 라인레인저스에서는 목소리가 어린아이에서 어른스러운 목소리로 바뀐다. 